# Walt Hazzard
Walter Raphael Hazzard Jr., mais conhecido como Walt Hazzard (Wilmington, Delaware, 15 de abril de 1942 - Los Angeles, Califórnia, 18 de novembro 2011), foi um basquetebolista norte-americano.
Hazzard conquistou a medalha de ouro no basquetebol nos Jogos Olímpicos de Verão de 1964.